# Шишеджам
Шишеджам (тур. Şişecam) — турецька промислова група, основними сферами діяльності якої є скляне та хімічне виробництво, займає друге місце в світі за обсягами виробництва скляного посуду, п’яте місце серед виробників скляної тари і листового скла, а також є світовим лідером у виробництві кальцинованої соди й хімічних речовин на основі хрому.
Şişecam Group — промислова група, основними сферами діяльності якої є скло та хімічне виробництво. Група є лідером у Туреччині в бізнес-напрямках, які охоплюють усі основні галузі скла, такі як плоске скло, скляні вироби, скляна тара та скловолокно, а також виробництво скляної сировини (пісок, доломіт, вапняк, польовий шпат, сода та хром). сполуки).
У жовтні 2020 року Anadolu Cam, Denizli Cam, Trakya Cam, Soda Sanayii та бренд Paşabahçe, які були дочірніми компаніями Şişecam, але діяли як окремі компанії, об’єдналися з Şişecam під одним дахом.
У 2023 році НАЗК внесло компанію до переліку міжнародних спонсорів війни. Причиною стало те, що компанія продовжила роботу на ринку Росії після російського повномасштабного вторгнення в Україну.

## Історія
Рішенням Ради міністрів від 17 лютого 1934 року Türkiye İş Bankası було доручено створити в Туреччині вітчизняну скляну промисловість. Фабрика, яка випустила свою першу продукцію 4 липня 1935 року, почала працювати з виробничою потужністю 3000 тонн, а споживання скла в Туреччині на той час становило 3500 тонн. З перших років фабрика виготовляла лише пляшки та склянки, а виробництво було засноване на ручній праці. З машин, придбаних у 1954 році, було розпочато масове виробництво, а виробнича потужність зросла до 5000 тонн. Але, незважаючи на ці інвестиції, лише в 1968 році завод перейшов на технологію виробництва листового скла. Виробництво упаковки для пляшок за технологією виробництва плоского скла Pilkington, відомою як британська техніка, розпочалося на новому заводі, відкритому в районі Топкапи в Стамбулі, таким чином збільшивши виробничу потужність. З 1980-х років почалося виробництво не тільки кухонного посуду, такого як чашки та скло, але й у всіх сферах скляної промисловості.
Оскільки на момент заснування Şişecam у 1934 році в Туреччині не існувало необхідної інфраструктури для виробництва скла, компанія забезпечувала таку сировину, як пісок, доломіт, польовий шпат, вапняк і соду, які є сировиною для виробництва скла, а також виробляла папір. і картон, необхідний для упаковки.